# Sam Boyd Stadium
O Sam Boyd Stadium é um estádio localizado em Whitney, Nevada, Estados Unidos, possui capacidade total para 36.800 pessoas, é a casa do time de futebol americano universitário UNLV Rebels football da Universidade de Nevada (Las Vegas). O estádio foi inaugurado em 1970, recebeu a etapa dos Estados Unidos da Série Mundial de Rugby Sevens entre os anos de 2010 e 2019.